# Newfound Lover
"Newfound Lover" är en låt med text och musik av Tuva Novotny. Låten användes och skrevs som soundtrack till filmen Smala Sussie, producerad av Ulf Malmros 2003.